# Utenbach (Mertendorf)

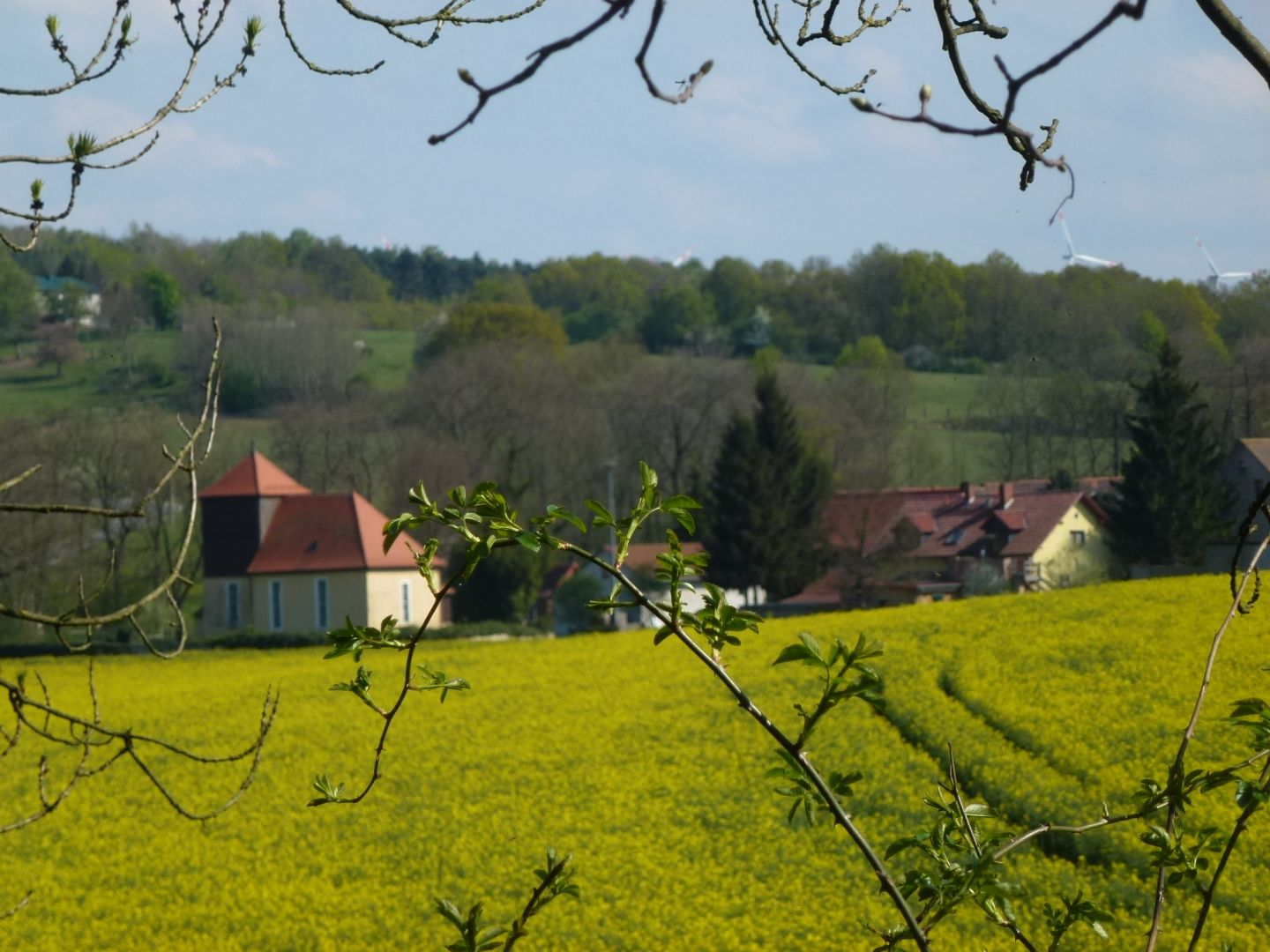
Utenbach

Utenbach ist ein Ortsteil der Gemeinde Mertendorf im Burgenlandkreis in Sachsen-Anhalt.

## Geografie
Das Dorf Utenbach liegt etwa 10 km südöstlich von Naumburg (Saale) an der Wethau. Die Landesgrenze zu Thüringen verläuft 1000 m südlich von Utenbach.

## Geschichte
Utenbach wurde 1300 erstmals urkundlich erwähnt. Nach dem Ort benannte sich eine hier ansässige Seitenlinie der Schenken von Vargula. Der Ort gehörte zum wettinischen Kreisamt Eisenberg, welches aufgrund mehrerer Teilungen im Lauf seines Bestehens unter der Hoheit verschiedener Ernestinischer Herzogtümer stand. 1826 kam Utenbach mit dem Nordteil des Kreisamts Eisenberg vom Herzogtum Sachsen-Gotha-Altenburg zum Herzogtum Sachsen-Meiningen und wurde Teil der Exklave Camburg. Von 1922 bis 1939 gehörte der Ort zur Kreisabteilung Camburg, anschließend bis 1948 zum thüringischen Landkreis Stadtroda, danach kurzzeitig zum Landkreis Jena. Bei der Gebietsreform von 1952 in der DDR kam der Ort an den Kreis Naumburg im Bezirk Halle, wodurch seine Zugehörigkeit zu Thüringen endete.
Bis zur Eingemeindung in die Gemeinde Löbitz am 31. Dezember 2009 und mit Löbitz (inkl. Großgestewitz) zusammen nach Mertendorf am 1. Januar 2010 gehörte Utenbach zur Verwaltungsgemeinschaft Wethautal als selbständige Gemeinde mit den zugehörigen Ortsteilen Cauerwitz und Seiselitz. Letzter Bürgermeister Utenbachs war Friedhelm Duderstedt.

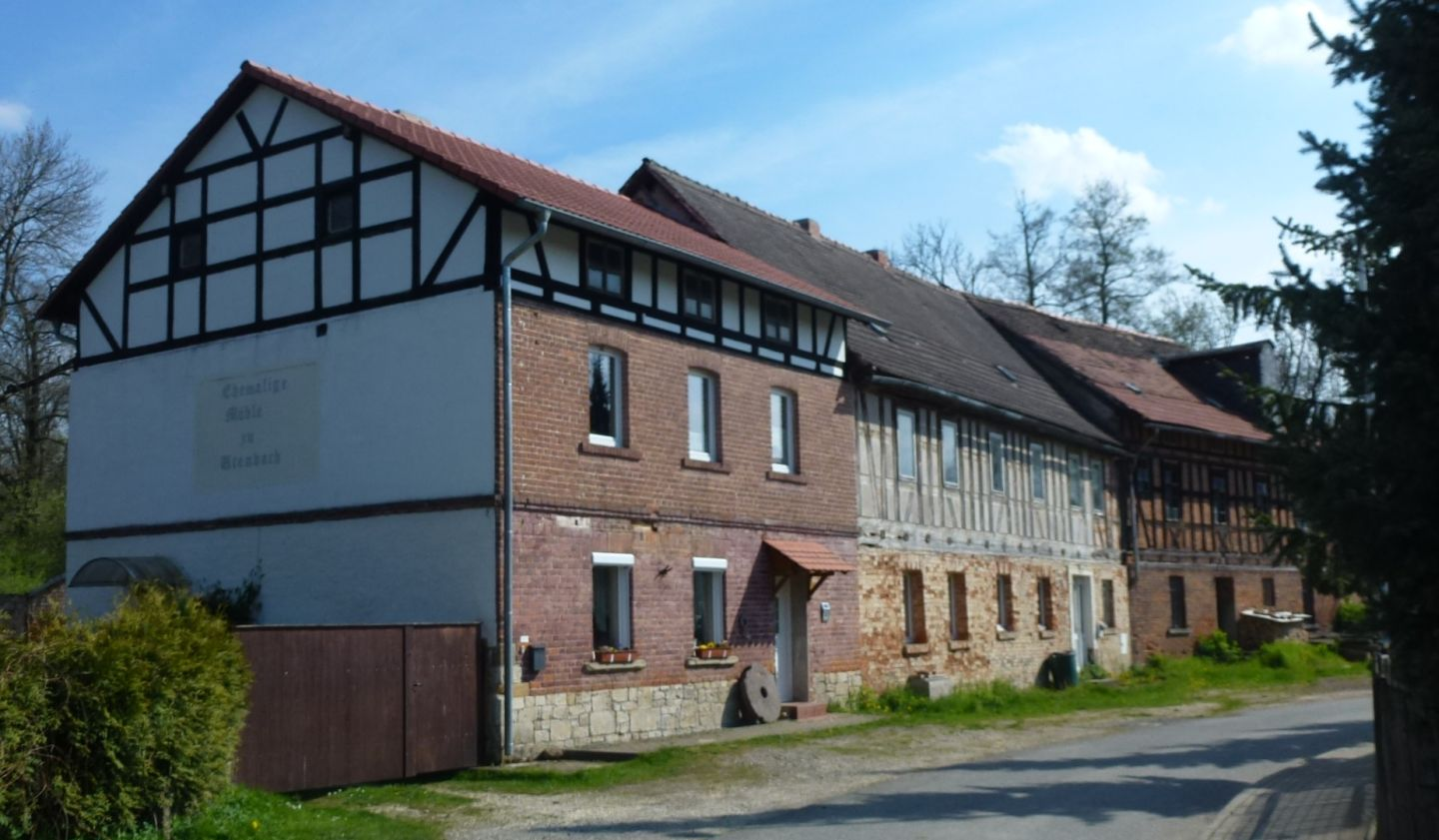
Ehem. Mühle

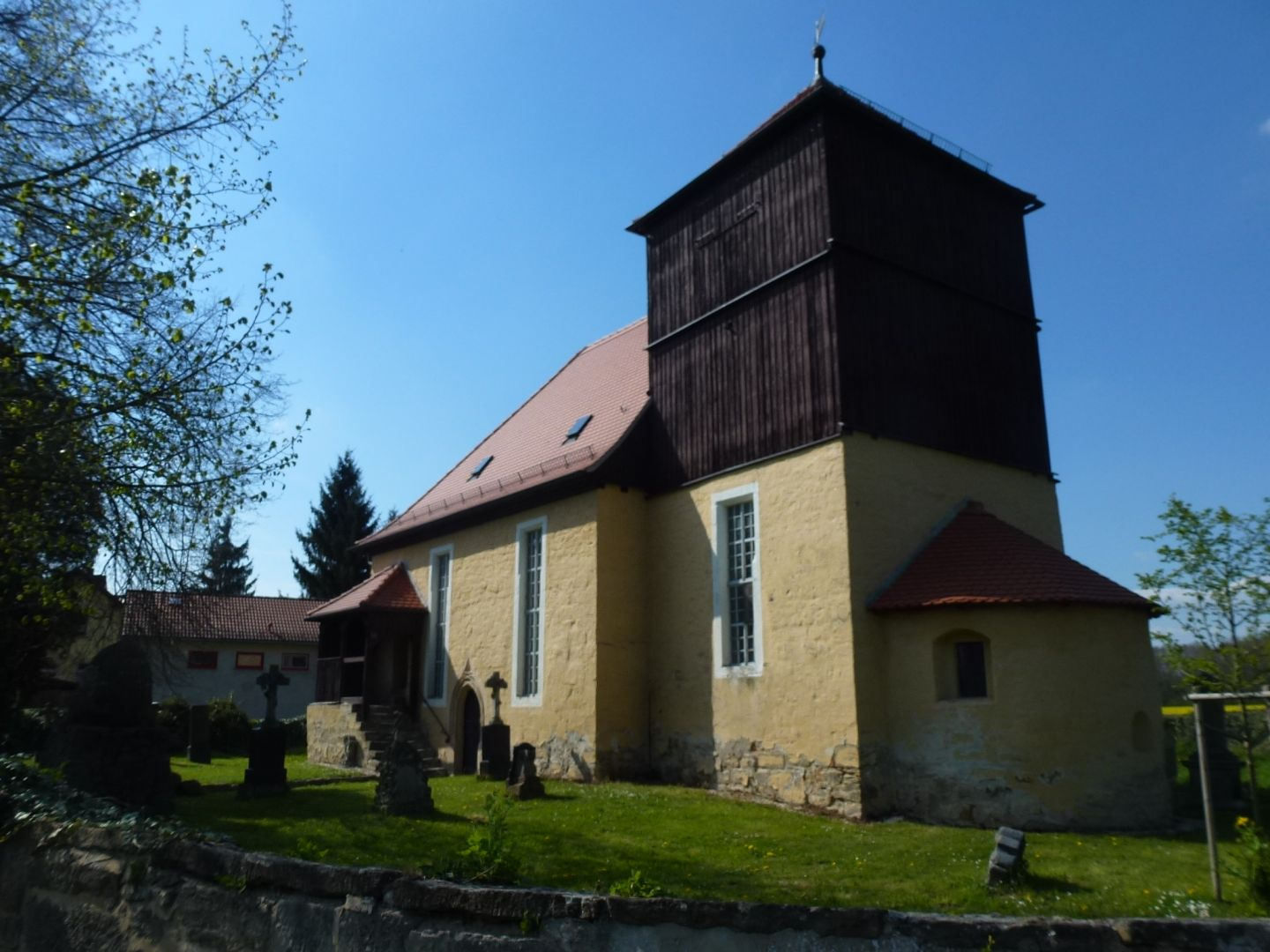
Romanische Kirche

## Kultur und Sehenswürdigkeiten
In Utenbach befindet sich eine Dorfkirche, die im romanischen Baustil errichtet wurde. Die Eingangspforte stammt aus der spätgotischen Zeit. Das Gebäude ist von einem historischen Friedhof umgeben, der nicht mehr für Bestattungen genutzt wird. Die Kirche war ehemals eine Filiale des Pfarramtes Casekirchen, zum Einzugsgebiet der Utenbacher Kirche gehörten Kaynsberg, Cauerwitz, Seiselitz und die Seiselitzer Mühle.
Im Ort findet man eine ehemalige Mühle.

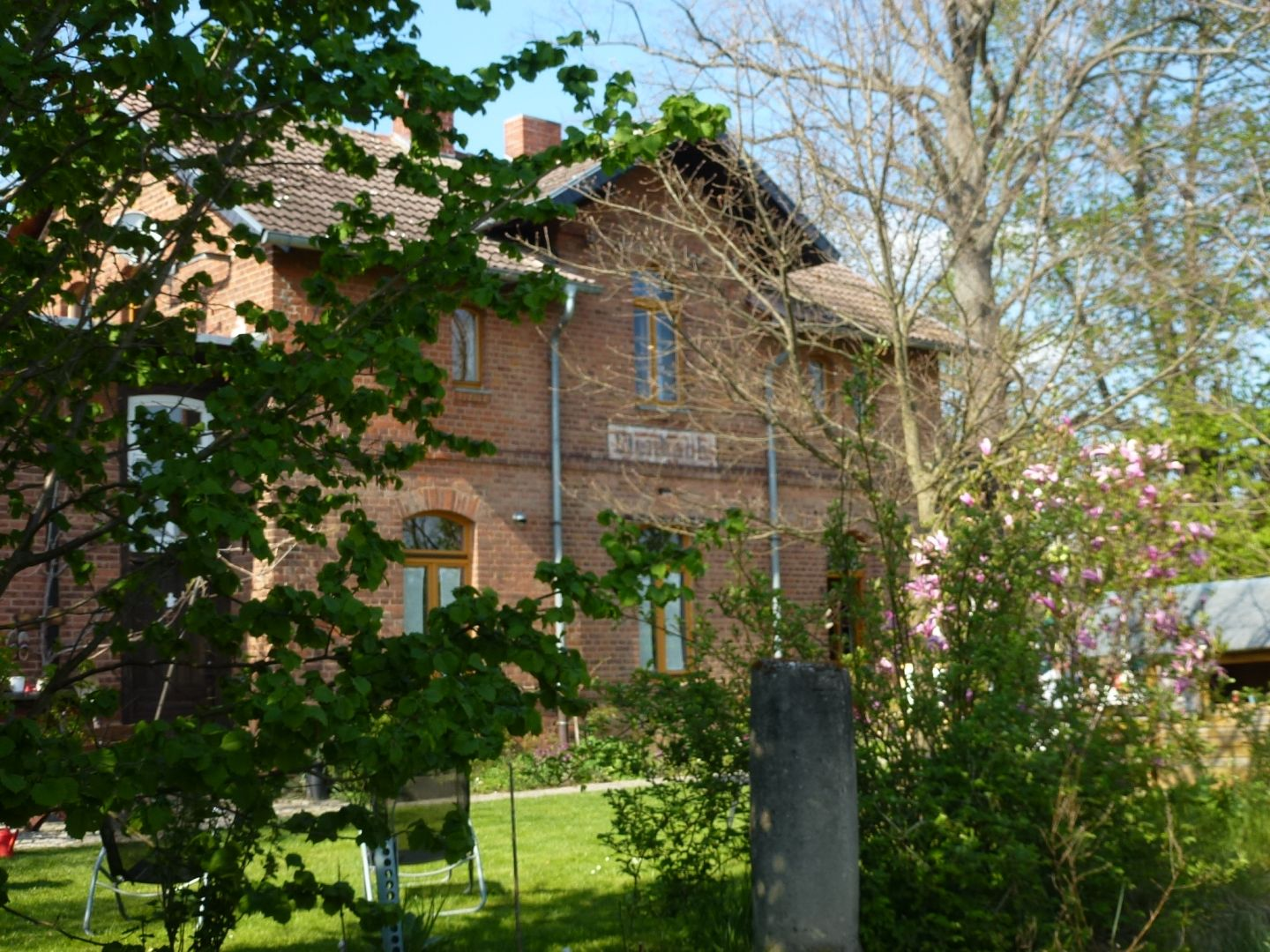
Ehem. Bahnhof Cauerwitz nahe Utenbach

## Verkehrsanbindung

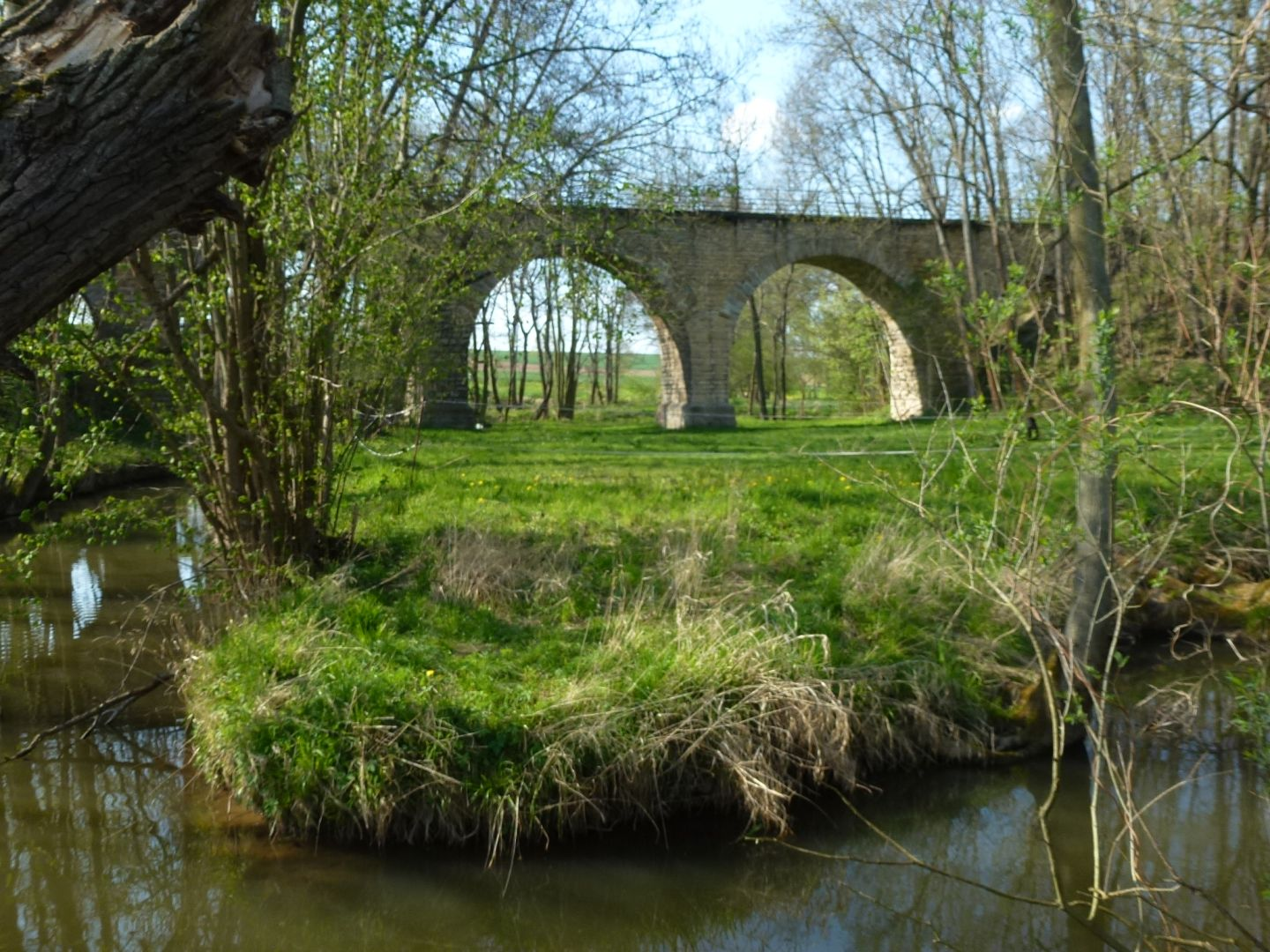
Viadukt der ehem. Bahn über die Wethau

Die von Naumburg (Saale) nach Zeitz führende Bundesstraße 180 und die nordöstlich von Utenbach liegende Anschlussstelle Osterfeld an der Bundesautobahn 9 sind etwa 10 Kilometer entfernt.
Utenbach liegt an der im Jahr 2000 stillgelegten Bahnstrecke Zeitz–Camburg. Zwischen Schkölen und Zeitz wurde die Bahntrasse zum asphaltierten Radweg umgebaut.